# Amphigonia hepatizans
Amphigonia hepatizans är en fjärilsart som beskrevs av Achille Guenée 1852. Amphigonia hepatizans ingår i släktet Amphigonia och familjen nattflyn. Inga underarter finns listade i Catalogue of Life.